# 6602 Gilclark
6602 Gilclark (1989 EC) là một tiểu hành tinh vành đai chính bên trong được phát hiện ngày 4 tháng 3 năm 1989 bởi Helin, E. F. ở Palomar.